# Aglaophenia cupressina
Aglaophenia cupressina är en nässeldjursart som beskrevs av Jean Vincent Félix Lamouroux 1812. Aglaophenia cupressina ingår i släktet Aglaophenia och familjen Aglaopheniidae. Inga underarter finns listade i Catalogue of Life.